# ويل بلاكمون
ويل بلاكمون (بالإنجليزية: Will Blackmon)‏ هو لاعب كرة قدم أمريكية أمريكي، ولد في 27 أكتوبر 1984 في بروفيدنس في الولايات المتحدة.

## حياته
ولد بلاكمون في بروفيدنس، رود آيلاند لكنه نشأ في كرانستون. رباهُ والدهُ وجدتهُ بعد وفاة والدتهِ بمرض كرون عندما بلغ من العمر 6 سنوات.
التحق بلاكمون بمدرسة بيشوب هندريكن الثانوية في وارويك، رود آيلاند. في هندريكن، حصل Blackmon على تكريم الفريق الأول لعام 2001 من All-America من USA Today و ESPN.com و SuperPrep و PrepStar كطالب كبير. حصل على لقب جاتوريد رود آيلاند لاعب العام بعد موسمه الأول. تفوق بلاكمون في لعبة كرة السلة ورياضة الركض. فاز بسباق ركض 100 متر في ولاية رود آيلاند بزمن قدره 10.87 ثانية.

## وصلات خارجية
- ويل بلاكمون على موقع مرجع كرة القدم المحترفة.كوم (الإنجليزية)